# Globe terrestre de Schöner
Pour les articles homonymes, voir Schöner.

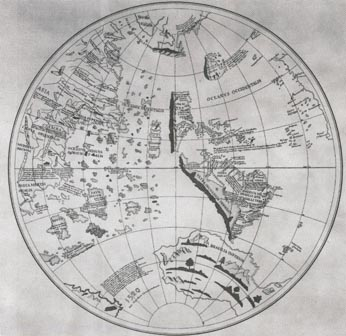
Mappemonde de Johann Schöner (1520)

Le globe terrestre de Schöner fut réalisé en (1515) à Nuremberg par le cartographe, cosmographe et mathématicien allemand Johann Schöner, et publié en 1520. Ce dernier était un disciple du géographe Martin Waldseemüller qui réalisa un planisphère très détaillé (Luculentissima quaedam terra totius Descriptio), qui témoigne de l'avancement des connaissances géographiques sur le monde entier au tout début du XVIe siècle,.
Le globe de Schöner montre des lieux géographiques non encore officiellement découverts.

## Terra australis
Ainsi sont représentés un détroit au sud du continent américain, la Nouvelle-Guinée et une Terra australis au sud du globe. Albert Ronsin Conservateur de la bibliothèque de Saint-Dié, mentionne qu'un détroit ressemblant au détroit de Magellan figure sur ce globe avant sa « découverte officielle ». Il s'agit sans doute en réalité d'une représentation du Rio de la Plata, découvert officiellement en 1516 par Juan de Solis, mais sans doute parcouru dès 1511 par une expédition portugaise secrète (Foes et Lisboa).  Le détroit représenté sur la carte de Schöner se trouve à environ 40° sud, ce qui correspond approximativement au Rio de la Plata (alors que le détroit de Magellan est à 53° sud). 
La représentation d'une terre placée par Schöner de part et d'autre de ce détroit est nommée Brasilia inferior. Il y a manifestement confusion entre la terre de Brasil située en Amérique du Sud et la Terra australis représentée au sud du continent américain. De plus cette grande île est située au nord de l'espace géographique du continent antarctique. 

## Autres lieux
En 1520, le Globe terrestre de Johann Schöner fut imprimé, grâce à l'aide financière d'un riche bourgeois de Bamberg, Johann Seyler, sous la forme d'une mappemonde synoptique. 
Tout comme sur le planisphère de Waldseemüller, réalisée en 1507, les chaînes montagneuses des Andes et des montagnes Rocheuses sont représentées.
L'océan Pacifique était réduit au minimum, car l'immensité de cet océan n'était pas encore parfaitement connue. Ainsi le Japon apparaît au large des côtes californiennes.
Le continent nord-américain porte la dénomination de Terra de Cuba. Quant à l'île de Cuba, elle porte le nom  d'"Isabella" et l'île de Saint-Domingue celui de "Spagnolla". L'Amérique du Sud est dénommée America, Brasila et Papagalli Terra, c'est-à-dire la terre des papillons. 
Albert Ronsin, conservateur honoraire de la Bibliothèque et du musée de Saint-Dié des Vosges, a écrit que Johann Schöner, représenta un continent antarctique, nommé Brasilia inférieure séparée de l'Amérique du Sud par un détroit inconnu à ce moment-là, le détroit qui portera plus tard le nom de Magellan. Il s'agit plus vraisemblablement du Rio de la Plata dans lequel Magellan lui-même rechercha un passage vers l'océan pacifique au tout début de l'année 1520, avant de poursuivre sa route vers le sud à la recherche d'un autre passage qu'il trouva effectivement en octobre de la même année. 
Enfin le continent austral, reprenant les représentations d'une énorme masse continentale au sud de la terre issue de la carte de Ptolémée (IIe siècle), apparaît sous le nom de Brasilia inferior.
La mappemonde de Schöner-Weimer date de 1533. Elle montre l'Amérique du Nord comme une partie de l'Asie et reprend la représentation ptoléméenne du continent austral. 